# Étienne-Joseph-Bernard Delrieu
Étienne-Joseph-Bernard Delrieu (c. 1761-1836) fue un dramaturgo francés.

## Biografía
Nacido en 1761 o 1763, primero fue regente de retórica en Versalles hasta 1793, después jefe de sección en la administración de aduanas. Delrieu, que escribió mucho para el teatro, labró su reputación gracias principalmente a dos de sus producciones: Artajerjes en 1808 y Demetrio en 1815. La primera sería una imitación de Metastasio de Lemierre y del Heraclio de Corneille. Murió en 1836.